# Franse Ardennen

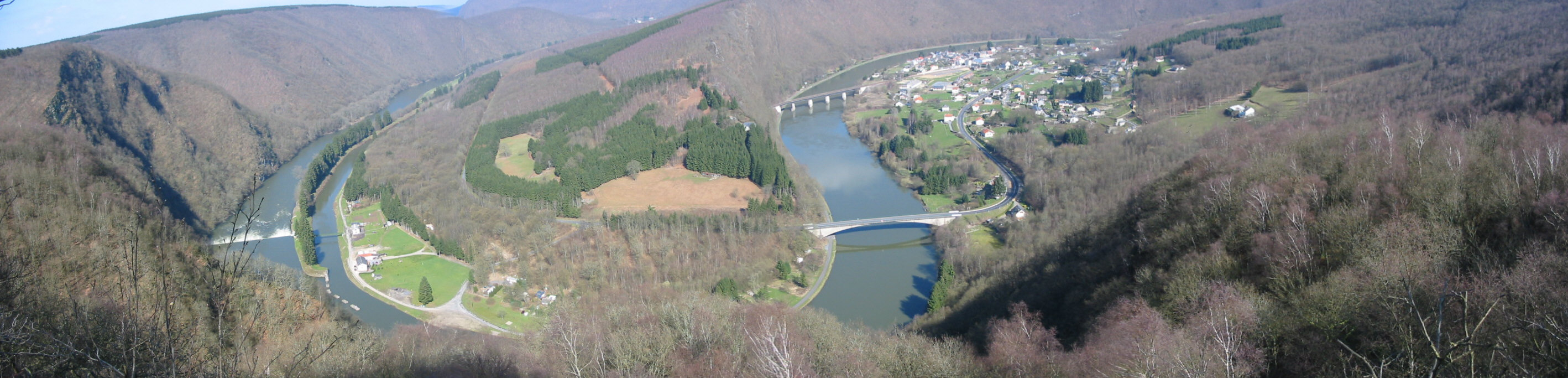
De Maas in de Franse Ardennen

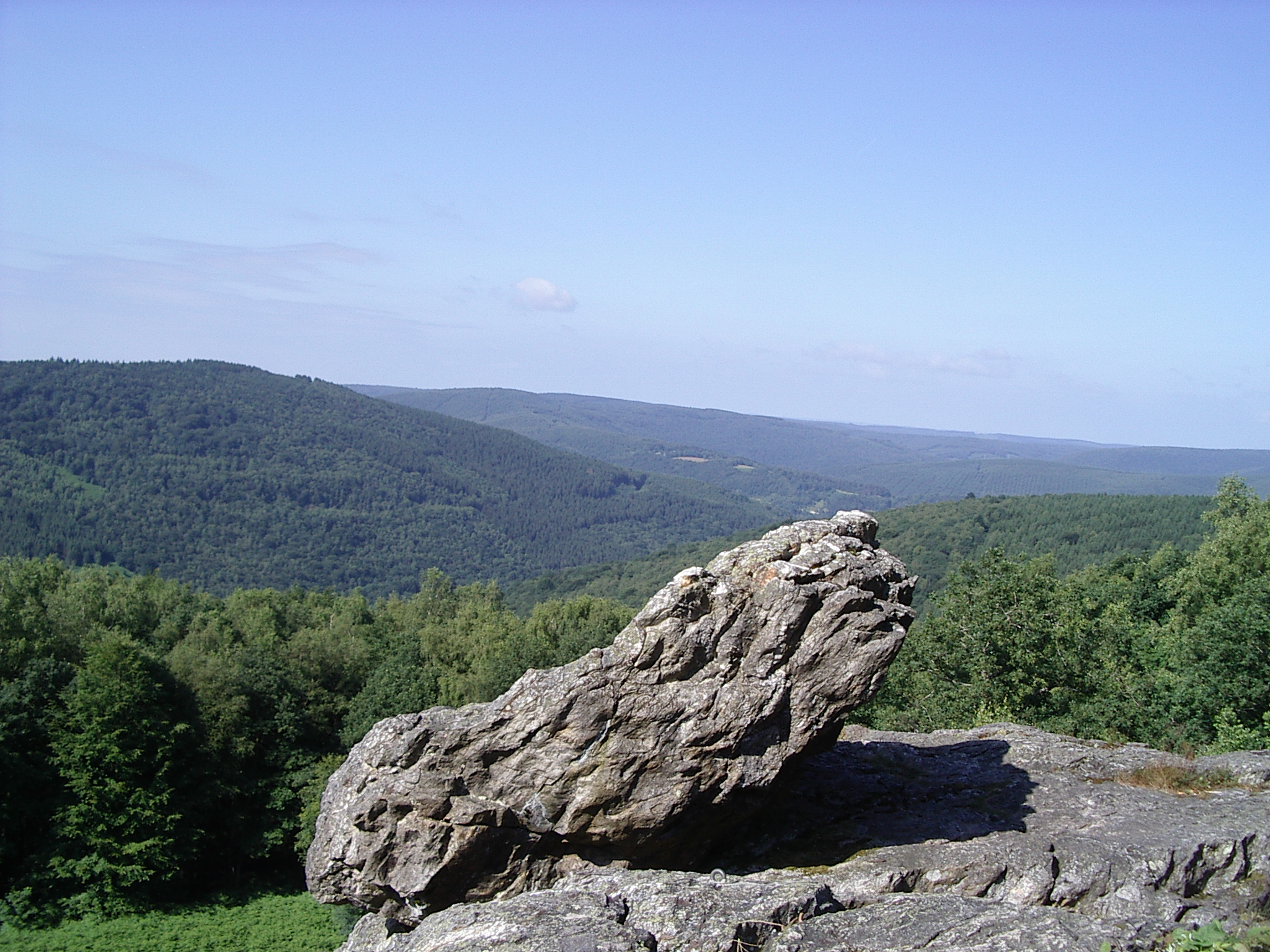
Roc la Tour

De Franse Ardennen betreffen het deel van de Ardennen, dat zich in Frankrijk bevindt. Kenmerkend voor de Franse Ardennen zijn de heuvels, de Maas die er vanuit het zuiden verder naar België stroomt en de bossen.
De Franse Ardennen liggen in het departement Ardennes. De Franse Ardennen vormen een laaggebergte. Ze worden met het aangrenzende deel in België tot de Lage Ardennen gerekend, omdat hun toppen lager zijn dan de meer noordoostelijk heuvels in de Ardennen, de Hoge Ardennen. De Franse Ardennen reiken niet hoger dan ongeveer 500 m en vooral het noordelijk gedeelte daarvan is dicht bebost.
Het deel van Frankrijk langs de Maas, waarin de Franse Ardennen liggen, heet de pointe de Givet. De Maas ligt er in een scherp dal. De grootste plaatsen van de Franse Ardennen, vanuit het noorden Givet, Fumay, Revin en Monthermé, liggen aan de Maas. Tot aan Charleville-Mézières groeien op de hellingen aan beide kanten van de Maas bossen. Naar het zuiden liggen er van de Maas af in het gebied meer open delen land.
Net ten zuiden van Givet, bij Chooz, ligt in een bocht van de Maas de kerncentrale van Chooz. Ten westen van Revin en Monthermé, bij les Mazures, ligt er een aantal stuwmeren voor het opwekken van elektriciteit. Een van die meren is tevens een recreatiegebied, bij les Vieilles Forges.
Sinds 2011 wordt het landschap beschermd door het regionaal natuurpark van de Ardennen.